# イベリアカタシロワシ
イベリアカタシロワシ (Aquila adalberti) は、鳥綱タカ目タカ科イヌワシ属に分類される鳥類。

## 分布
スペイン、ポルトガル、モロッコ

## 形態
全長82センチメートル。全身は褐色で、頭部から頸部は淡色。肩は白い。胸部や腹部・翼は黒褐色。尾羽には、数本の不明瞭な灰褐色の不明確な帯模様が入る。

## 生態
湖沼や海岸などの、水辺近くの森林に生息する。

## 人間との関係
乱獲や、家畜の幼獣を食害する害鳥としての駆除などにより生息数が減少した。保護対策が進められたことにより、2019年の時点では生息数は増加傾向にある。一方で1989 - 2004年の267羽の死因は送電線への衝突による感電死(47.7 %)・狩猟による鉛中毒（30.7 %）が多く、これらの影響が懸念されている。1975年のワシントン条約発効時から、ワシントン条約附属書Iに掲載されている。送電線の減少や鳥類の衝突を防ぐための器具の設置・改修、給餌、巣の監視などの保護対策が進められている。
ポルトガルでは20年以上繁殖が確認されていなかったが、2003年に再導入され2016年の時点で16か所で繁殖が確認されている。モロッコの繁殖個体群は20世紀前半に絶滅したが、イベリア半島から飛来した個体が確認されている。1970年における生息数は38ペア、2004年における生息数は約200ペアとされる。2015年における生息数は485ペアとされ、そのうち469ペアはスペインの個体群が占める。

## ギャラリー

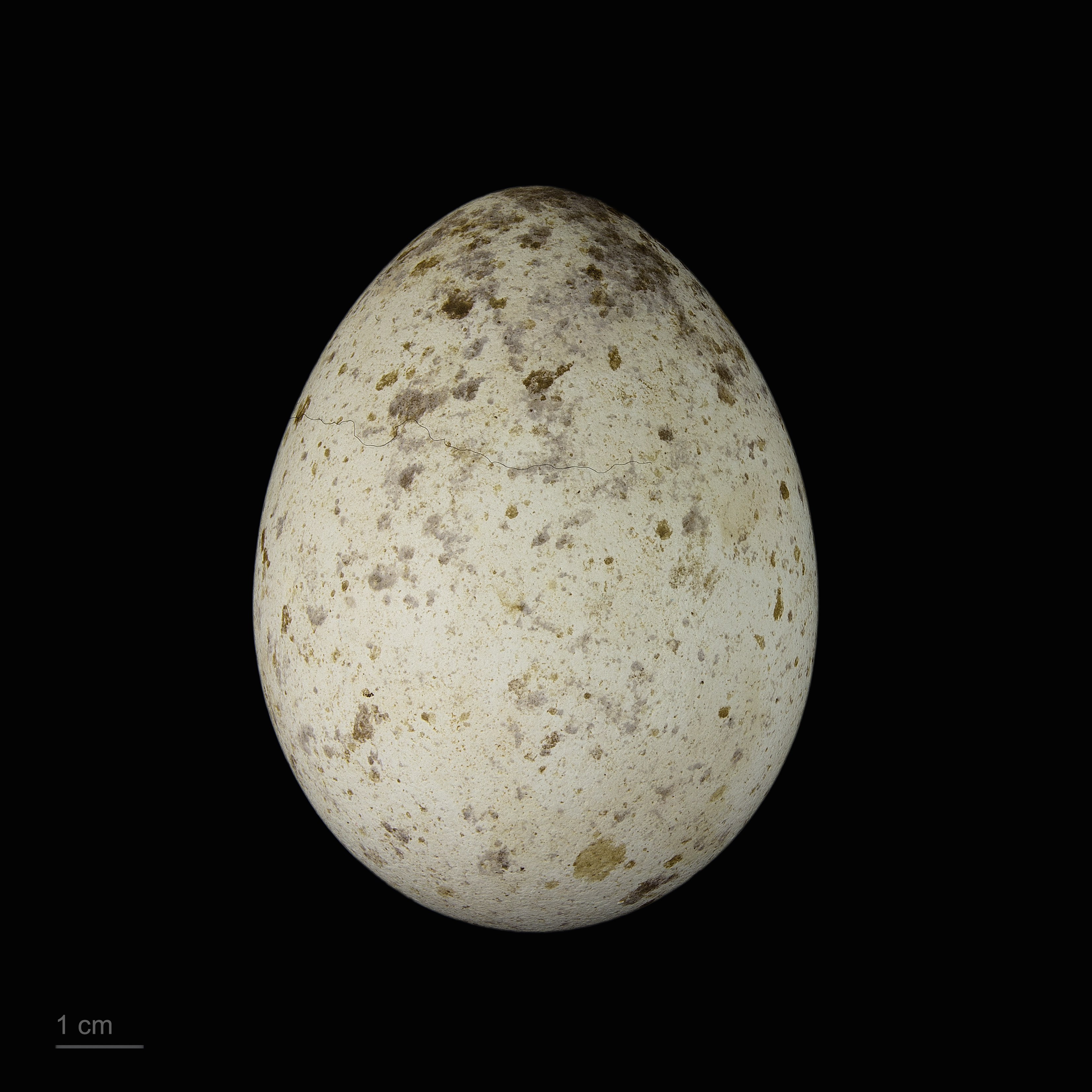
卵
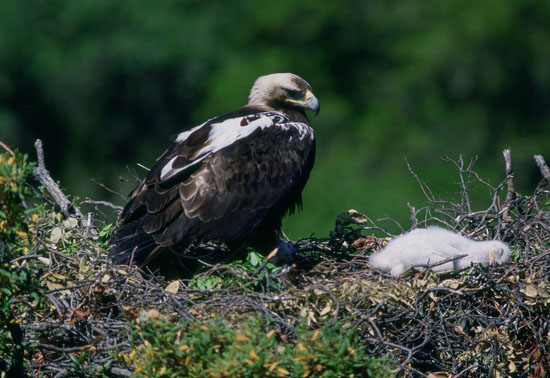
巣と親子
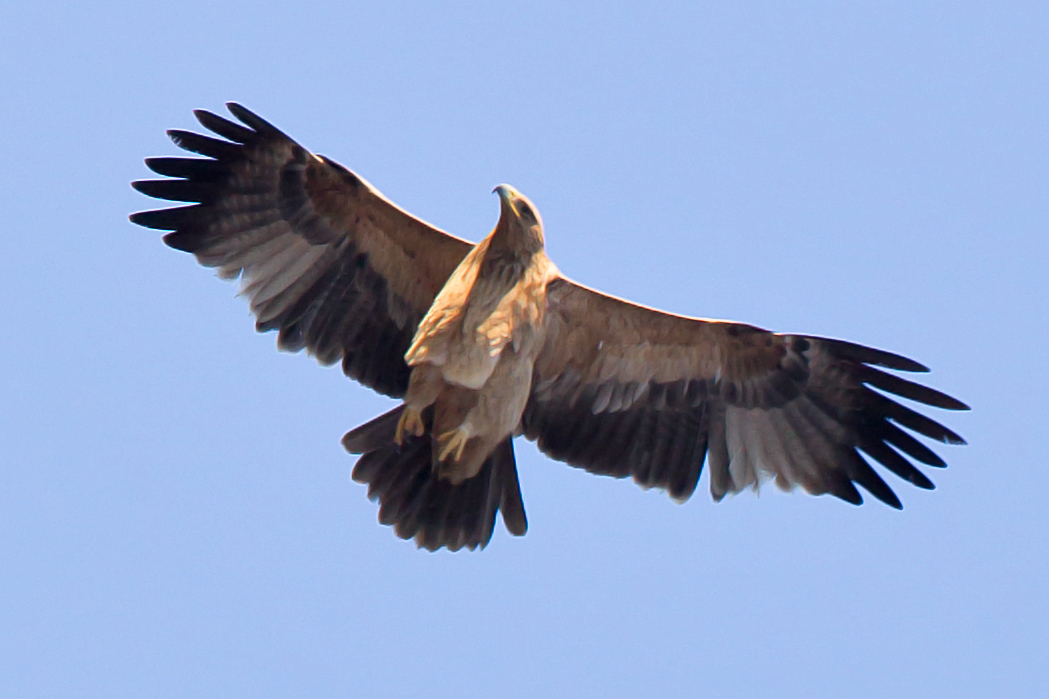
飛翔
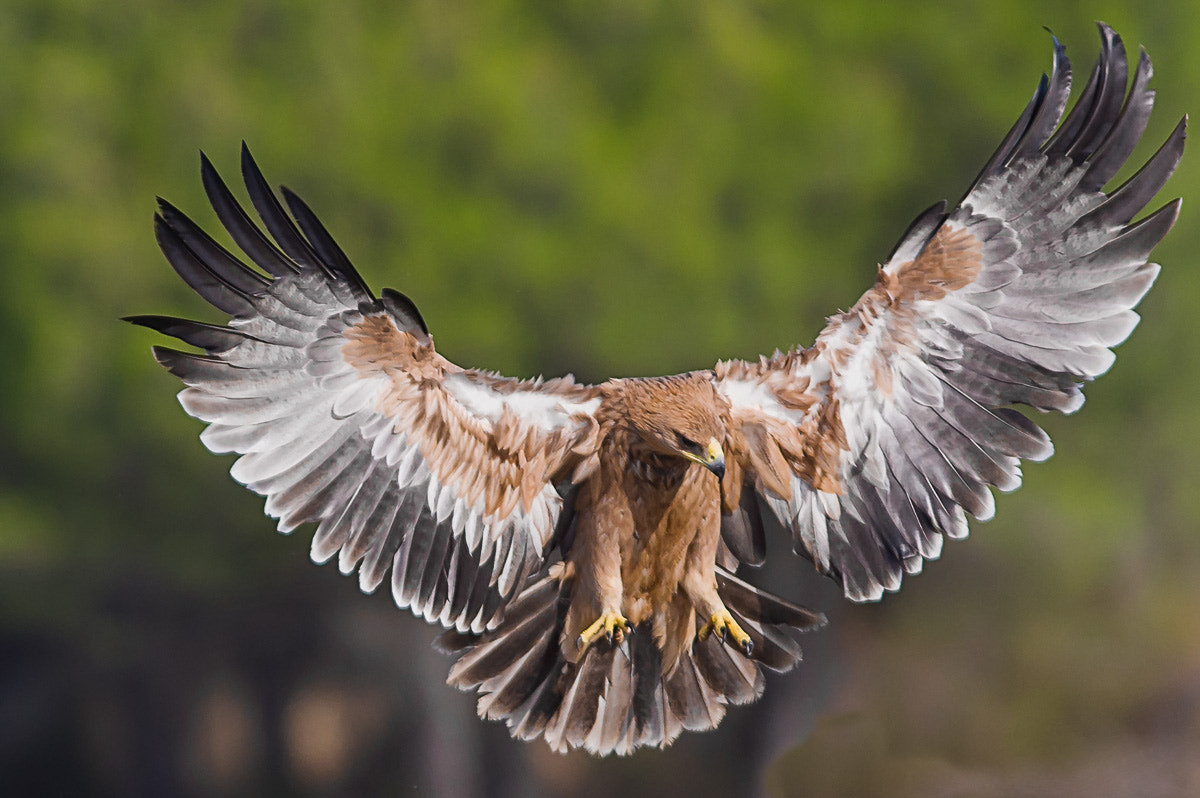
飛翔